# Морено Вали (Калифорния)
Морено Вали (на английски: Moreno Valley, произнася се Мърино Вали) е град в окръг Ривърсайд в щата Калифорния, САЩ. Морено Вали е с население от 207 226 жители (приблизителна оценка, 2017 г.) и обща площ от 133,60 км².